# Au clair de lune
Pour les articles homonymes, voir Clair de lune (homonymie).
Au clair de lune est une série télévisée d'animation française en 26 épisodes d'environ 5 minutes, créée par Jean Image et diffusée à partir du 25 septembre 1972 sur la première chaîne de l'ORTF. Elle a été rediffusée sur l'ORTF en août 1973 puis tout au long des années 1970.

## Synopsis
Pypo (Pierrot), Lunarella (Colombine) et Jumpy (Arlequin) voyagent à bord de leur vaisseau spatial. Ils débarquent sur la Terre où ils rencontrent Punch (Polichinelle). Celui-ci leur fait découvrir toutes les merveilles qu'offre la planète, et ils vivent des aventures étonnantes.

## Voix françaises
- Anne Osty
- Christian Parisy
- Maurice Vamby

## Épisodes
1. Les Oiseaux des champs
2. Le Monde des fleurs
3. Les Animaux des champs
4. Les Palmipèdes
5. Les Animaux des bois
6. La Basse-cour
7. Les Insectes
8. Le Langage des fleurs
9. Les Singes
10. Les Animaux polaires
11. Les Animaux à fourrure
12. Les Amis de l'homme
13. Le Jardin potager
14. La Réserve des animaux
15. L'Antarctique
16. Les Poissons d'eau douce
17. Les Fruits exotiques
18. Coquilles et carapaces
19. Les Batraciens
20. Les Échassiers
21. Les Animaux d'Afrique
22. Fête à Rucheville
23. Les Marsupiaux
24. Les Oiseaux nocturnes
25. Les Édentés
26. Les Perroquets

## Produits dérivés (France)

### VHS / DVD
- VHS : Au Clair de Lune (Les Aventures d'Arlequin) (Éditeur : Collection : MPM Production, 1987)
- DVD : Au clair de la lune / Les Fables de La Fontaine (Éditeur : Référence : ASIN: B0009UNC92, 9 mai 2005)

### Disques 45 tours
- Au Clair de Lune : un livre-disque "Le petit ménestrel" (Label : ; Référence : ALB 122)
- Au Clair de Lune : voyage au pays des grenouilles, des cocotiers et des ouistitis - un livre-disque "Le petit ménestrel" (Label : Référence : ALB 123)